# Wymyślacz
Wymyślacz (niem. Wymislacz) – dzielnica Lublińca znajdująca się w zachodniej części miasta. Przez Wymyślacz przechodzi droga międzypowiatowa Lubliniec - Strzelce Opolskie, a o wschodnią część Wymyślacza zahacza obwodnica zachodnia miasta. Dominuje w niej zabudowa jednorodzinna. Przed przyłączeniem do Lublińca Wymyślacz stanowił odrębną gminę jednostkową.
Herb Wymyślacza przedstawia w srebrnym polu czerwony budynek dwupiętrowego zamku z dwoma basztami po bokach, zielony dach i murawę; błękitna chorągiewka widnieje na czerwonym kominie w środku dachu.

## Nazwa
Nazwa należy do grupy nazw patronomicznych i pochodzi od staropolskiego imienia założyciela miejscowości Wymysła lub Wymysława. Heinrich Adamy w swoim dziele o nazwach miejscowości na Śląsku wydanym w 1888 r. we Wrocławiu wymienia jako najstarszą zanotowaną nazwę miejscowości Wymysl podając jej znaczenie "Dorf des Wymysław" czyli po polsku "Wieś Wymysława".